# Fup i farvandet
Fup i Farvandet var en dansk comedy podcast bestyret af to værter Morten Wichmann og Mikkel Malmberg, som hver uge havde besøg af en gæst, som oftest en dansk stand-up komiker.
Det første afsnit af Fup i Farvandet blev udgivet d. 17. marts 2011. Stort set alle afsnit har en episodetitel, der består af et citat sagt i afsnittet.
Sidste afsnit blev udgivet d. 1. juni 2018. Sidste afsnit er det eneste uden gæst.

## Live Shows
Fup i Farvandet lavede "Live Fup” 2 gange hvert år under Zulu Comedy Festivalen, hvor de havde op til flere komikere på foran et publikum. De optig også en enkelt gang om året under Roskilde Festival, hvor de mødes med deres lyttere.

## Jingles
Podcasten har haft mange segmenter, hvor de mest tilbagevendte har fået en jingle. Mikkel har lavet de fleste, men lytterne til podcasten har også hjulpet til og indsendt deres bud på en jingle.
- Intro (Mikkel)
- Breaker (Mikkel)
- Gæstetid (Mikkel) Hvor Mikkel synger: Til gæstetid, Fup i Farvandet, Til gæstetid.
- What up (Mikkel)
- Nu har vi hørt om Morten (Lytter)
- Nu har vi hørt om Morten - remix (Lytter)
- Post (Mikkel)
- Heavy post (Lytter)
- Morden May (Lytter)
- Domæneleg #1 (Lytter)
- Domæneleg #2 (Mikkel) hvor Mikkel synger: punktum DK, det er domæneleg
- Domæneleg #3 (Lytter)
- It’s showtime (Lytter)